# Matthias Boosch
Matthias Boosch (* 1982 in Bad Schwalbach) ist ein deutscher Schriftsteller.

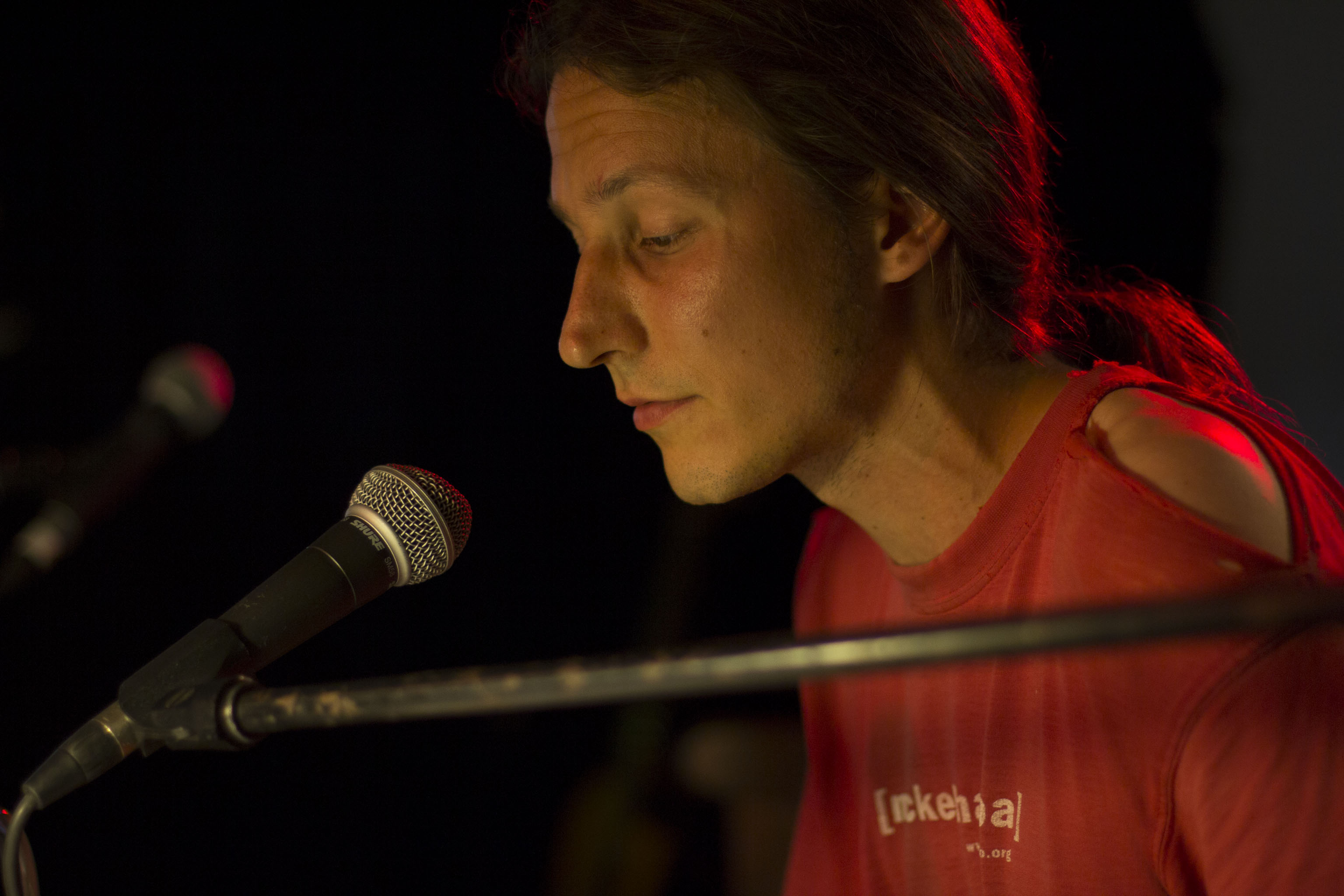
Matthias Boosch bei einer Lesung in Mainz (2013)

## Leben
Boosch wuchs in Bischofsheim auf und studierte Germanistik, Geschichte und Buchwissenschaft an der Johannes Gutenberg-Universität Mainz. Er arbeitete unter anderem in Aushilfsjobs im Buchhandel, als Schlauchwache und als Briefträger.  
2009 erschien die Polit- und Mediensatire Großtyphien schlägt zurück, eine Live-Berichterstattung von den Ameisenkriegen des Staates Großtyphien. Dem experimentellen Charakter des Textes trug Boosch Rechnung, indem er das Publikum die Ameisenkämpfer bei Kriegshandlungen anfeuern ließ und damit verführte eine Täterrolle einzunehmen.
2016 erschien die Kurzgeschichtensammlung Black Friday – und andere Lettlandgeschichten mit halbbiographischen Erzählungen, die auf einem längeren Lettlandaufenthalt 2006/07 basieren. Boosch ist bekannt für seine sehr lebendige Art, eigene Texte vor Publikum zu lesen.

## Werke
- Großtyphien schlägt zurück. Satire. gONZo Verlag, Mainz, 2009, ISBN 978-3-9812237-1-2.
- Black Friday – und andere Lettlandgeschichten. Baltische Bibliothek Bd. 9. Erzählungen. BaltArt-Verlag, Bern 2016, ISBN 978-3-9524559-0-6.
- mit trump im kornfeld. In: Barbara Ter-Nedden (Hrsg.): Das Taschentuch. Kid Verlag, Bonn 2019, ISBN 978-3-947759-15-6.

## Auszeichnungen
- 2015: Literaturförderpreis der Stadt Mainz
- 2020: Arbeitsstipendium der Hessischen Kulturstiftung